# Bombardier Challenger 300

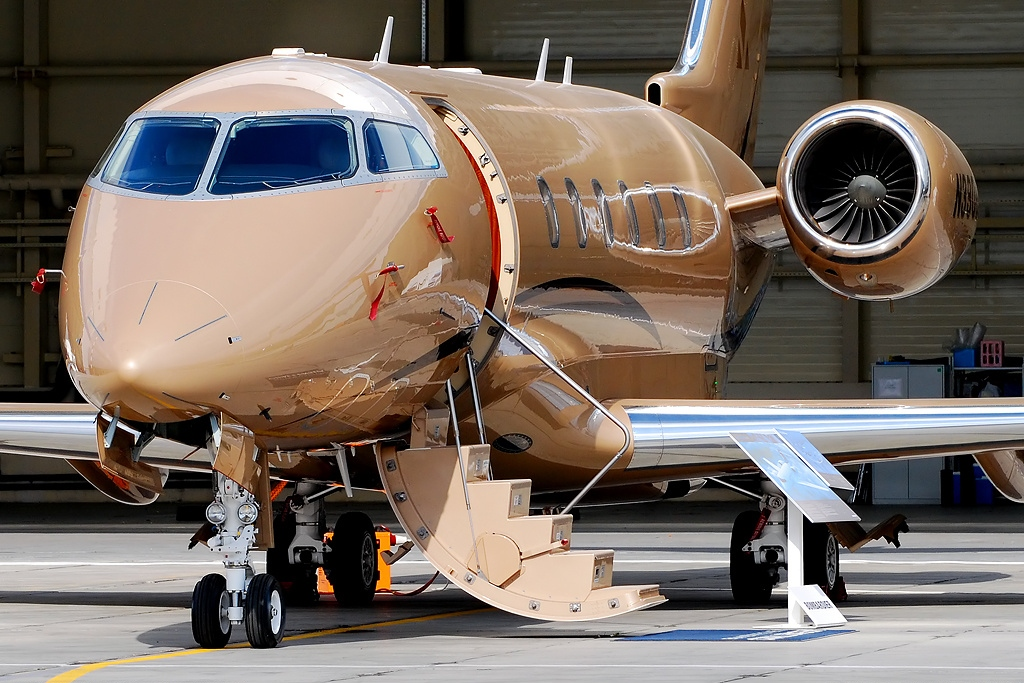
Bombardier Challenger 300 (2008)

De Bombardier Challenger 300 is een Canadese tweemotorige turbofan zakenjet. Het vliegtuig is ontworpen en gebouwd door Bombardier Aerospace. De eerste vlucht vond plaats op 14 augustus 2001
. Er zijn sinds 2001 totaal 800 stuks van gebouwd (model 300 en 350). Het toestel is nog in productie.

## Ontwerp
De Bombardier Challenger 300 is een clean-sheet zakenjet ontwerp uit 1999. De Challenger 300 heeft superkritische vleugels met 27 graden pijlstelling, Honeywell HTF7000 turbofans, winglets en avionics van Rockwell Collins. Het vliegbereik bedraagt 5.741 kilometer. De benodigde startbaanlengte is 1.466 meter.

## Variant
Challenger 350
Nieuw model uit 2013. Verbeterde Honeywell HTF7350 turbofans (32,57 kN stuwkracht elk) met FADEC (elektronische motorregeling). Versterkte vleugels met verbeterde winglets. Luxer interieur en 20% grotere ramen. De 350 heeft een vliegbereik van 5.926 km.
Challenger 3500
Nieuw model getoond aan het publiek in 2021. Met auto-throttle en een cabine-upgrade. Eerste leveringen gepland voor 2022.

## Vergelijkbare vliegtuigen
- Gulfstream G280
- Embraer Legacy 600
- Citation Longitude